# Monacos Grand Prix 1984
Monacos Grand Prix 1984 var det sjätte av 16 lopp ingående i formel 1-VM 1984.

## Resultat
1. Alain Prost, McLaren-TAG, 4½ poäng
2. Ayrton Senna, Toleman-Hart, 3
3. René Arnoux, Ferrari, 2
4. Keke Rosberg, Williams-Honda, 1½
5. Elio de Angelis, Lotus-Renault, 1
6. Michele Alboreto, Ferrari, ½
7. Piercarlo Ghinzani, Osella-Alfa Romeo
8. Jacques Laffite, Williams-Honda

### Förare som bröt loppet
- Riccardo Patrese, Alfa Romeo (varv 24, styrning)
- Niki Lauda, McLaren-TAG (23, snurrade av)
- Manfred Winkelhock, ATS-BMW (22, snurrade av)
- Nigel Mansell, Lotus-Renault (15, snurrade av)
- Nelson Piquet, Brabham-BMW (14, elsystem)
- Francois Hesnault, Ligier-Renault (12, elsystem)
- Corrado Fabi, Brabham-BMW (9, elsystem)
- Johnny Cecotto, Toleman-Hart (1, snurrade av)
- Derek Warwick, Renault (0, kollision)
- Patrick Tambay, Renault (0, kollision)
- Andrea de Cesaris, Ligier-Renault (0, olycka)

### Förare som diskvalificerades
- Stefan Bellof, Tyrrell-Ford (varv 31)

### Förare som ej kvalificerade sig
- Marc Surer, Arrows-Ford
- Martin Brundle, Tyrrell-Ford
- Eddie Cheever, Alfa Romeo
- Thierry Boutsen, Arrows-BMW
- Jonathan Palmer, RAM-Hart
- Mauro Baldi, Spirit-Hart
- Philippe Alliot, RAM-Hart